# Javier Verdejo Lucas
Javier Verdejo (Almeria, 1957- 14 d'agost de 1976) fou un lluitador antifranquista espanyol. Fill de Guillermo Verdejo Vivas, ex-alcalde d'Almeria, pertanyia a una família conservadora i tradicionalista. Estudiava biologia a la Universitat de Granada i militava a la Jove Guàrdia Roja, joventuts del Partit del Treball d'Espanya. Quan el 14 d'agost de 1976 feia la pintada Pa, Treball, i Llibertat en els murs del Balneari de San Miguel, al barri del Zapillo (Almeria), només va poder pintar Pa, T.... En aquell moment va aparèixer una parella de la guàrdia civil, que el va perseguir fins a la platja, on fou assassinat a trets. El seu enterrament fou una gran manifestació de dol, i va rebre mostres de suport Rafael Alberti, dels cantants Gente del Pueblo i José Sorroche. L'actual alcalde de Marinaleda, Juan Manuel Sánchez Gordillo, li va dedicar un poema. Els responsables no foren mai jutjats.